# 肯尼 (伊利諾伊州)
肯尼（英語：Kenney）是位於美國伊利諾伊州德威特縣的一個村落。

## 地理
肯尼的座標為40°05′57″N 89°05′10″W / 40.09917°N 89.08611°W，而該地最高點為海拔高度198米（即650英尺）。

## 人口
根據2010年美國人口普查的數據，肯尼的面積為0.78平方千米，當中陸地面積為0.78平方千米，而水域面積為0.00平方千米。當地共有人口326人，而人口密度為每平方千米417人。